# ایسرائل میلیتوسیان
ایسرائل میلیتوسیان (ارمنی: Իսրայել Միլիտոսյան؛ زادهٔ ۱۷ اوت ۱۹۶۸ در لنیناکان) یک وزنه‌بردار اهل ارمنستان است.

## زندگی‌نامه
در سال ۱۹۸۷ به عضویت تیم ملی وزنه‌برداری اتحاد شوروی درآمد. در سال ۱۹۸۸ عنوان استاد افتخاری ورزش اتحاد جماهیر شوروی به وی اعطا شد. وی در رقابت‌های معتبر جهانی شرکت نمود و صاحب نشان‌هایی بسیاری نیز شد از جمله در بازی‌های المپیک تابستانی، قهرمانی جهان و قهرمانی اروپا ایسرائل میلیتوسیان آخرین ورزشکار ارمنی عضو تیم ملی شوروی بود که در رقابت‌های المپیک صاحب نشان شد. وی در سال ۱۹۹۹ از عرصه ورزشی به عنوان ورزشکار خداحافظی نمود و دیرتر به عنوان مربی وزنه‌برداری در زادگاه خویش گیومری مشغول به فعالیت شد.

## نتایج
| سال                                     | مکان                    | وزن            | یک ضرب (کیلوگرم) | یک ضرب (کیلوگرم) | یک ضرب (کیلوگرم) | یک ضرب (کیلوگرم) | یک ضرب (کیلوگرم) | دوضرب (کیلوگرم) | دوضرب (کیلوگرم) | دوضرب (کیلوگرم) | دوضرب (کیلوگرم) | دوضرب (کیلوگرم) | مجموع          | رتبه           |
| سال                                     | مکان                    | وزن            | ۱                | ۲                | ۳                | نتیجه            | رتبه             | ۱               | ۲               | ۳               | نتیجه           | رتبه            | مجموع          | رتبه           |
| بازی‌های المپیک                          | بازی‌های المپیک          | بازی‌های المپیک | بازی‌های المپیک   | بازی‌های المپیک   | بازی‌های المپیک   | بازی‌های المپیک   | بازی‌های المپیک   | بازی‌های المپیک  | بازی‌های المپیک  | بازی‌های المپیک  | بازی‌های المپیک  | بازی‌های المپیک  | بازی‌های المپیک | بازی‌های المپیک |
| --------------------------------------- | ----------------------- | -------------- | ---------------- | ---------------- | ---------------- | ---------------- | ---------------- | --------------- | --------------- | --------------- | --------------- | --------------- | -------------- | -------------- |
| ۱۹۸۸                                    | سئول، کره جنوبی         | ۶۷٫۵ کیلوگرم   | ۱۵۵              | ۱۶۰              | ۱۶۰              | ۱۵۵              | ۱                | ۱۸۲٫۵           | ۱۸۷٫۵           | ۱۸۷٫۵           | ۲               | ۲               | ۳۳۷٫۵          | 2              |
| ۱۹۹۲                                    | بارسلون، اسپانیا        | ۶۷٫۵ کیلوگرم   | ۱۵۲٫۵            | ۱۵۵              | ۱۵۷٫۵            | ۱۵۵              | ۱                | ۱۷۷٫۵           | ۱۸۲٫۵           | ۱۸۷٫۵           | ۱۸۲٫۵           | ۱               | ۳۳۷٫۵          | 1              |
| مسابقات قهرمانی وزنه‌برداری جهان         |                         |                |                  |                  |                  |                  |                  |                 |                 |                 |                 |                 |                |                |
| ۱۹۸۷                                    | استراوا، چکسلواکی       | ۶۷٫۵ کیلوگرم   |                  |                  |                  | ۱۵۰              | ۳                |                 |                 |                 | ۱۸۵             | ۳               | ۳۳۵            | 3              |
| ۱۹۸۹                                    | آتن، یونان              | ۶۷٫۵ کیلوگرم   |                  |                  |                  | ۱۶۰              | ۱                |                 |                 |                 | ۱۸۷٫۵           | ۱               | ۳۴۷٫۵          | 1              |
| ۱۹۹۱                                    | دوناشینگن، آلمان        | ۶۷٫۵ کیلوگرم   |                  |                  |                  | ۱۶۰              | ۲                |                 |                 |                 | ۱۸۵             | -               | ۳۴۵            | 2              |
| مسابقات قهرمانی وزنه‌برداری اروپا        |                         |                |                  |                  |                  |                  |                  |                 |                 |                 |                 |                 |                |                |
| ۱۹۸۷                                    | رنس، فرانسه             | ۶۷٫۵ کیلوگرم   |                  |                  |                  | ۱۵۰              | ۲                |                 |                 |                 | ۱۸۵             | ۲               | ۳۳۵            | 2              |
| ۱۹۸۹                                    | آتن، یونان              | ۶۷٫۵ کیلوگرم   |                  |                  |                  | ۱۶۰              | ۱                |                 |                 |                 | ۱۸۷٫۵           | ۱               | ۳۴۷٫۵          | 1              |
| ۱۹۹۰                                    | آلبورگ، دانمارک         | ۶۷٫۵ کیلوگرم   |                  |                  |                  | ۱۵۵              | ۲                |                 |                 |                 | ۱۸۰             | ۲               | ۳۳۵            | 2              |
| ۱۹۹۱                                    | Władysławowo، لهستان    | ۶۷٫۵ کیلوگرم   |                  |                  |                  | ۱۵۲٫۵            | ۲                |                 |                 |                 | ۱۸۵             | ۱               | ۳۳۷٫۵          | 2              |
| ۱۹۹۲                                    | سکسارد، مجارستان        | ۶۷٫۵ کیلوگرم   |                  |                  |                  | ۱۵۵              | ۱                |                 |                 |                 | ۱۸۰             | ۳               | ۳۳۵            | 2              |
| وزنه‌برداری قهرمانی اتحاد جماهیر شوروی   |                         |                |                  |                  |                  |                  |                  |                 |                 |                 |                 |                 |                |                |
| ۱۹۸۹                                    | فرونزه، قرقیزستان شوروی | ۶۷٫۵ کیلوگرم   |                  |                  |                  | '                | ۱                |                 |                 |                 | '               | ۲               | -              | 1              |
| ۱۹۹۱                                    | دونتسک، اوکراین شوروی   | ۶۷٫۵ کیلوگرم   |                  |                  |                  | '                | ۱                |                 |                 |                 | '               | ۲               | -              | 1              |
| اسپارتاکیاد تابستانی اتحاد جماهیر شوروی |                         |                |                  |                  |                  |                  |                  |                 |                 |                 |                 |                 |                |                |
| ۱۹۹۱                                    | دونتسک، اوکراین شوروی   | ۶۷٫۵ کیلوگرم   |                  |                  |                  | '                | ۱                |                 |                 |                 | '               | ۲               | -              | 1              |
| جام اتحاد جماهیر شوروی                  |                         |                |                  |                  |                  |                  |                  |                 |                 |                 |                 |                 |                |                |
| ۱۹۷۷                                    | ریازان، روسیه شوروی     | ۷۵ کیلوگرم     |                  |                  |                  | '                | ۱                |                 |                 |                 | '               | ۲               | -              | 2              |
| ۱۹۸۴                                    | زاپروژیا، اوکراین شوروی | ۶۰ کیلوگرم     |                  |                  |                  | '                | ۱                |                 |                 |                 | '               | ۲               | -              | 1              |